# Wamsutter
Wamsutter és una població dels Estats Units a l'estat de Wyoming. Segons el cens del 2000 tenia 261 habitants.

## Demografia
Segons el cens del 2000, Wamsutter tenia 261 habitants, 100 habitatges, i 65 famílies. La densitat de població era de 76,9 habitants/km².
Dels 100 habitatges en un 38% hi vivien nens de menys de 18 anys, en un 54% hi vivien parelles casades, en un 8% dones solteres, i en un 35% no eren unitats familiars. En el 29% dels habitatges hi vivien persones soles el 5% de les quals corresponia a persones de 65 anys o més que vivien soles. El nombre mitjà de persones vivint en cada habitatge era de 2,54 i el nombre mitjà de persones que vivien en cada família era de 3,25.
Per edats la població es repartia de la següent manera: un 31,4% tenia menys de 18 anys, un 6,9% entre 18 i 24, un 34,9% entre 25 i 44, un 23,8% de 45 a 60 i un 3,1% 65 anys o més.
L'edat mediana era de 33 anys. Per cada 100 dones de 18 o més anys hi havia 126,6 homes.
La renda mediana per habitatge era de 35.625 $ i la renda mediana per família de 46.250 $. Els homes tenien una renda mediana de 34.643 $ mentre que les dones 20.000 $. La renda per capita de la població era de 18.943 $. Entorn de l'11,4% de les famílies i el 10,6% de la població estaven per davall del llindar de pobresa.

## Poblacions més properes
El següent diagrama mostra les poblacions més properes.